# 水源站
水源站是位于甘肃省皋兰县中和乡水源村的一个铁路车站，邮政编码730203。车站建于1954年，有包兰铁路经过该站，现办理客货运业务，车站及其上下行区间均为电气化区段。车站距离包头站956公里，隶属兰州铁路局，是四等站。